# アバナード
Avanade ([ˈævənɑːd]) は、シアトルに本社を置くITコンサルティング企業。世界で約71万人を誇る世界最大のコンサルティングファームアクセンチュアの戦略的グループ企業として位置づけられており、アクセンチュアとマイクロソフトとの戦略的合弁会社として2000年に設立された。日本法人は2005年に設立された。
同社は世界26か国、82拠点で62,000人以上の社員を持ち、マイクロソフト社のプラットフォームにおけるITコンサルティングおよび専門サービスの提供をグローバルに展開している。
あらゆる業界の顧客を抱え、2016年にはフォーチュン500の 34％およびフォーチュン・グローバル500の 46％へサービス提供している。

## 沿革
アバナードは、2000年4月4日にアクセンチュア（旧アンダーセンコンサルティング）とマイクロソフトの合弁事業として設立され、現在はアクセンチュアが過半数を所有している。両社は、アクセンチュアのコンサルティングの専門知識とマイクロソフトのスケーラブルなクラウドおよびモバイル技術を組み合わせるために、アクセンチュア - アバナード - マイクロソフトの3社で戦略的に提携している。アバナードとアクセンチュアは、マイクロソフトアライアンスパートナーオブザイヤーとして23回、最近では2023年に16年連続で世界No.1に認定されており、戦略立案とテクノロジーに強みを持つ世界トップレベルのマイクロソフトソリューションベンダーとして位置づけられている。。
2018年7月3日、Blue Prism社のグローバル・システムインテグレータとしては初の公認RPAトレーニング・パートナーに認定される。
2019年7月15日、Adobe社とAdobe Experience CloudとMicrosoft Dynamics 365におけるパートナーシップを締結する。
2020年6月10日、GitHub Advanced Services & Channelパートナー認定をグローバル・システムインテグレータとして初めて取得する。
2020年6月16日、Databricks社とMicrosoft Azureにおける戦略的パートナーシップを締結する。

## 社名の由来
アバナードという社名はアベニューとプロムナードの混成語である。

### CEO
- Mitch Hill - 元アンダーセンコンサルティングシニアパートナー、アバナード創業者、最高経営責任者（CEO） 2000/04/04～2008/08/31[14]
- Adam Warby - 元マイクロソフト欧州ゼネラルマネージャー、最高経営責任者（CEO）2008/08/31～2019/08/31[2]
- Pamela Maynard - 同社製品&イノベーション担当プレジデント、最高経営責任者（CEO）2019/09/01～[15]

### 買収
今日までに、アバナードは製品と市場シェアを拡大するために多くの会社を買収した。
| 順序 | 日付           | 企業                  | ビジネス | 国             | 買収額 (USD) | 参照                        |
| ---- | -------------- | --------------------- | --- | -------------- | ------------ | --------------------------- |
| 1    | 2003年3月3日   | DCG                   | オンラインビジネスコンサルティングおよびインテグレーション | オーストラリア | —            | [ 16 ]                      |
| 2    | 2003年5月27日  | G.A. Sullivan         | 情報技術 | アメリカ合衆国 | —            | [ 17 ]                      |
| 3    | 2005年5月2日   | en’tegrat             | アバナードはシカゴを拠点とするMicrosoft AXの導入を専門とするサービス会社 | オーストラリア | —            | [ 18 ] [ 19 ]               |
| 4    | 2007年11月2日  | HOB                   | コペンハーゲンを拠点に置くMicrosoft Dynamics AXソリューションに特化したコンサルティング会社 | デンマーク     | —            | [ 20 ] [ 21 ]               |
| 5    | 2008年6月4日   | Quadreon              | ベルギーのMicrosoft Dynamics AXソリューションに特化したサービス会社 | ベルギー       | —            | [ 22 ] [ 23 ]               |
| 6    | 2010年5月18日  | Ascentium Corporation | 米国に本拠地を置くコンサルティング会社、CRM業務の米国部分を取得 | アメリカ合衆国 | —            | [ 24 ] [ 25 ]               |
| 7    | 2011年10月5日  | ECONNEX AG            | Microsoft Dynamics CRMソリューションのスペシャリスト | ドイツ         | —            | [ 26 ] [ 27 ]               |
| 8    | 2012年12月18日 | Azaleos               | Microsoft Exchange、Microsoft SharePoint、Microsoft Active Directory、Microsoft Lync、およびBlackberry Enterprise Serverのマネージドメッセージング、コラボレーション、およびユニファイドコミュニケーションサービス | アメリカ合衆国 | —            | [ 28 ]                      |
| 9    | 2015年4月28日  | KCS.net               | ドイツ、スイス、オーストリアで最大のMicrosoft Dynamics ERPパートナー | スイス         | —            | [ 29 ]                      |
| 10   | 2015年8月3日   | CloudTalent           | 戦略的インフラストラクチャおよびクラウドアドバイザリビジネス | イギリス       | —            | [ 30 ] [ 31 ] [ 32 ] [ 33 ] |
| 11   | 2017年2月28日  | Infusion              | デジタルトランスフォーメーション、アプリケーションモダナイゼーション、およびクラウドソリューションのコンサルティング                                                                                               | アメリカ合衆国 | —            | [ 34 ] [ 35 ]               |
| 12   | 2018年8月14日  | Loud & Clear          | エンタープライズテクノロジーおよびエクスペリエンスデザインエージェンシー | オーストラリア | —            | [ 36 ] [ 37 ]               |
| 13   | 2020年3月8日   | Altius                | マイクロソフトのエコシステムの主要なデジタルイノベーター | オランダ       | —            | [ 38 ]                      |
| 14   | 2020年5月5日   | Concert               | Microsoft Dynamics 365およびAXソリューションのサプライヤー | イタリア       | —            | [ 39 ]                      |

## 日本法人
日本法人は2005年7月に設立された。アクセンチュアのMicrosoftコンサルティング部門であるMSO（Microsoft Solutions Organization）をルーツに創設された。創業当初の社員数は18人で代表取締役は石川敬。2014年5月からは代表取締役は安間裕、2022年からは鈴木淳一。2024年時点で社員数は1,500人を超える規模となっている。日本のオフィスは東京本社（六本木）および関西支社（大阪）の2拠点。
2017年にはMicrosoft Public Sector Awardにアクセンチュアと共同で受賞している。

## 事業
アバナードは、北米、ヨーロッパ、アジア、南アメリカ、太平洋の80以上の都市で事業を展開している。
インド（IDC）、中国（CDC）、フィリピン（PDC）は、親会社のアクセンチュアのデリバリーセンターに従事している海外コンサルタントをアバナードに提供している。全体として、これらのオフショア労働者はアバナードの総労働力の40％以上を占めている。アバナードは、顧客がコストを削減できるように、インド、中国、その他の開発途上国のオフショア労働者に大きく依存している。

## 財政
証券取引委員会へ財務報告する上場企業の要件は、証券保有者数が500人を超えた時点で提出しなければならない。2006年当時、アバナードは1,100 人を超えていたため、財務報告の要件を満たしていたが、 2008年7月1日時点でアバナードはすべての証券の登録を解除しているため、証券取引委員会に財務報告を提出する必要はなくなっている。
アバナードのビジネスモデルの収益の約65％は、主にアクセンチュアのビジネスの機能を果たすことで構成されている。2007年度に、アバナードは23％増の5億9,300万ドルの収益を上げ、世界の従業員数を22％増やした。収益は、北米（51％）、ヨーロッパ（39％）、そしてアジア太平洋（9％）の順調に推移している。

## 評価
2020年7月13日、アクセンチュアとアバナードは、15回目となるマイクロソフトアライアンスSIパートナーオブザイヤーに選ばれた。なお、2020年の受賞ではアライアンスSIパートナーオブザイヤーと同時に下記7つの賞を受賞している。
- グローバル AIと機械学習パートナー・オブ・ザ・イヤー
- グローバル コネクテッドフィールドサービスパートナー
- グローバル DevOpsパートナー・オブ・ザ・イヤー
- ファーストライン労働者パートナー・オブ・ザ・イヤー グローバルモダンワークプレイス
- グローバル・ヘルスケア・パートナー・オブ・ザ・イヤー
- オーストラリア・カントリー・パートナー・オブ・ザ・イヤー
- フランス・カントリー・パートナー・オブ・ザ・イヤー

2020年にパートナーシップを結んでいるDatabricks社からSIパートナー部門で最優秀賞を受賞している。
- Databricks Global Consulting and System Integrator Partner of the Year（年間最優秀Databricksグローバル・コンサルティングおよびシステム・インテグレーター・パートナー）

職場環境、雇用主としての評価も高く、Computerworld誌による「理想的な職場環境のIT企業トップ100(2009, 2011, 2013, 2014, 2015, 2016, 2017, 2018, 2020)をはじめ、Training Magazine誌 : 「世界のトレーニング機関トップ 125 社」 (2010 - 2015年)や、IT業界における女性アワードの「Employer of the Year2020」などに選出されており、働きやすい企業としてもグローバルで評価されている。

## 参照
1. 1 2  “Microsoft and Andersen Consulting Announce Expanded Alliance”. Microsoft. (2000年3月13日) 2016年12月2日閲覧。
2. 1 2  “Avanade Leadership”. Avanade.com 2016年12月3日閲覧。
3. 1 2  “Avanade Solutions”. Avanade.com 2020年1月15日閲覧。
4. 1 2  “Avanade Fast Facts”. Avanade.com 2020年1月15日閲覧。
5. 1 2  “Accenture and Avanade Named Microsoft 2018 Alliance Partner of the Year” (2018年6月7日). 2018年6月7日閲覧。
6. 1 2  “Microsoft announces 2017 Partner of the Year winners and finalists” (2017年6月1日). 2017年6月1日閲覧。
7. 1 2  “Partner of the Year Awards” (2020年7月13日). 2020年7月18日閲覧。
8. ↑  “Blue Prism公認トレーニングパートナー認定に関するプレスリリース | アバナード株式会社”. www.avanade.com. 2021年3月28日閲覧。
9. ↑  “Avanade to Establish an Adobe Practice”. Adobe Blog. 2021年3月28日閲覧。
10. ↑  “アドビとの連携 | アバナード 日本”. www.avanade.com. 2021年3月28日閲覧。
11. ↑  “アバナード、GitHub Advanced Services & Channelパートナー認定をグローバルシステムインテグレータとして初めて取得 ｜ アバナード株式会社”. www.avanade.com. 2021年3月28日閲覧。
12. ↑  “アバナード、データブリックスとの新たなグローバルアライアンスにおいてMicrosoft Azureの戦略的パートナーとして指名 ｜ アバナード株式会社”. www.avanade.com. 2021年3月28日閲覧。
13. ↑  “Microsoft, Andersen team up”. Seattle Times. (2007年3月14日) 2016年12月2日閲覧。
14. ↑  “Avanade CEO Mitch Hill to Step Down; Board Appoints Adam Warby as CEO”. Business Wire. (2008年5月6日) 2016年12月3日閲覧。
15. ↑  “"アバナード CEO のアダム・ワービーが退任、後任はパメラ・メイナードに"”. Business Wire. (2019年6月14日) 2019年6月29日閲覧。
16. ↑  “Avanade buys into Queensland with DCG”. ARN by IDG. (2003年3月11日) 2019年6月29日閲覧。
17. ↑  “G.A. Sullivan sold to Seattle technology firm”. St. Louis Business Journal. (2003年5月27日) 2019年6月29日閲覧。
18. ↑  “Avanade Acquires en'tegrate; Combination of Global Microsoft Expertise and Microsoft Business Solutions”. BusinessWire. (2005年5月2日) 2019年6月29日閲覧。
19. ↑  “Avanade acquires Chicago company - Puget Sound Business Journal”. www.bizjournals.com (2005年3月2日). 2024年10月7日閲覧。
20. ↑  “Avanade acquires Danish ERP consultant HOB Business Solutions A/S”. Lync Migration. (2005年3月2日) 2019年6月29日閲覧。
21. ↑  Avanade acquires Danish ERP consultant HOB Business Solutions A/S. TMCnet. November 2, 2007.
22. ↑  “Avanade Belgium Expands with Acquisition of Quadreon”. Avanade. (2008年6月4日) 2019年6月29日閲覧。
23. ↑  Avanade acquires Quadreon Archived 2011-07-07 at the Wayback Machine.. Avanade. June 2008.
24. ↑  “AVANADE COMPLETES ACQUISITION OF ASCENTIUM’S MICROSOFT DYNAMICS CRM PRACTICE”. Avanade. (2010年5月18日) 2019年6月29日閲覧。
25. ↑  Avanade to Acquire Ascentium Microsoft Dynamics CRM Practice. Market Wire. April 2010.
26. ↑  “Avanade to Acquire eConnex, a German-Based Microsoft Dynamics CRM Services Firm”. Marketwired. (2011年10月5日) 2019年6月29日閲覧。
27. ↑  “Becomes Leading Microsoft Dynamics CRM Service Provider in Germany; Expands European CRM Capabilities”. avanade.com (Press release). 7 November 2011. 2012年6月2日時点のオリジナルよりアーカイブ. 2015年8月7日閲覧.
28. ↑  “Avanade Completes Acquisition of Azaleos”. Marketwired. (2012年12月18日) 2019年6月29日閲覧。
29. ↑  “Avanade acquires KCS.Net to expand Microsoft Dynamics capabilities across Germany, Switzerland and Austria”. Avanade. (2015年6月10日) 2019年6月29日閲覧。
30. ↑  “Avanade Acquires CloudTalent, a Strategic Cloud and Infrastructure Advisory Firm”. ARN by Yahoo. (2015年8月3日) 2019年6月29日閲覧。
31. ↑  “AVANADE ACQUIRES KCS.NET TO EXPAND MICROSOFT DYNAMICS CAPABILITIES ACROSS GERMANY, SWITZERLAND AND AUSTRIA”. 2019年6月29日閲覧。
32. ↑  “CloudTalent - IT transformation”. cloudtalent.co.uk. 2016年8月18日閲覧。
33. ↑  “Avanade Acquires CloudTalent, a Strategic Cloud and Infrastructure Advisory Firm”. 2019年6月29日閲覧。
34. ↑  “Avanade tech consulting company acquires 600-person New York firm, bolstering Accenture and Microsoft joint venture”. Geekwire. (2017年2月28日) 2019年6月29日閲覧。
35. ↑  “Avanade acquires Infusion, strengthening its digital transformation capabilities and leadership in Microsoft Services”. 2017年3月1日閲覧。
36. ↑  “Avanade Acquires Loud&Clear And Creates Its First Digital Innovation Studio In Asia Pacific”. BusinessInsider. (2018年8月13日) 2019年6月29日閲覧。
37. ↑  “Avanade acquires Melbourne digital agency Loud & Clear”. 2018年11月2日閲覧。
38. ↑  “Avanade acquires Altius, a UK leader in data and AI solutions for the Microsoft platform to expand industry reach”. Avanade. (2020年3月8日) 2020年7月18日閲覧。
39. ↑  “Concert Acquisition Press Release”. Avanade. (2020年5月5日) 2021年1月15日閲覧。
40. 1 2 3  “Avanade”. Avanade.com 2019年7月15日閲覧。
41. 1 2  “アバナード株式会社の会社概要”. doda.jp 2019年7月15日閲覧。
42. 1 2  “アバナード株式会社の会社情報 - Wantedly”. wantedly.jp 2021年1月15日閲覧。
43. ↑  “アバナードジャパン15周年”. www.avanade.com. 2021年3月29日閲覧。
44. ↑  “いま明かされる、トップ交代の舞台裏——世代が変わっても引き継がれるアバナードのDNAとは【前編】 | アバナード株式会社” (英語). www.wantedly.com. 2021年3月29日閲覧。
45. ↑  “Amma Yutaka | プレス リリース | アバナード 日本”. www.avanade.com. 2021年3月29日閲覧。
46. ↑  “創業メンバー3人が語る、アバナードの誕生——15年を経て変わらないのは「変わろうとする意志」 | アバナード株式会社”. www.wantedly.com. 2024年2月5日閲覧。
47. ↑  https://www.avanade.com/ja-jp/about-avanade/story/awards-and-recognition
48. ↑  Avanade Annual Report 2007. SEC EDGAR website
49. ↑  Avanade website office directory Archived 2008-01-06 at the Wayback Machine.. [Retrieved December 28, 2007].
50. ↑  Avanade website Brazil office opens press release Archived 2011-07-07 at the Wayback Machine..
51. ↑  “Avanade bares financial details”. The Seattle Times. (2006年2月17日).  オリジナルの2011年9月29日時点におけるアーカイブ。 2016年12月3日閲覧。
52. 1 2  “受賞歴 | アバナード 日本”. www.avanade.com. 2021年3月28日閲覧。
53. ↑  https://www.avanade.com/en/media-center/press-releases/2020-microsoft-global-alliance-si-partner-of-the-year
54. ↑  https://images.idgesg.net/assets/2020/06/ip_cw_bp20_best_places_to_work_in_it_2020.pdf
55. ↑  http://www.trainingmag.com/training-magazine-ranks-2015-top-125-organizations
56. ↑  https://womeninitawards.com/shortlist-london/